# Tigo Zijlstra
Tigo Zijlstra (Oostvoorne, 21 mei 2001 – Rockanje, 28 november 2021), beter bekend als Tigootje, was een Nederlandse youtuber. Hij was vooral bekend van zijn parodistische video's op zijn YouTubekanaal, waarin hij op komische wijze de tekst verving van een bestaand lied. Op het moment van zijn overlijden had hij 37.000 abonnees op zijn YouTubekanaal.

## Biografie
Zijlstra groeide op in Oostvoorne. Hij begon in 2013 met zijn YouTubekanaal YoloTigoLandGames, waarop hij gaming video's uploadde. De meeste video's hiervan speelden zich af in het bekende videospel Minecraft. Een aantal jaar later veranderde hij de naam van zijn YouTubekanaal in Tigootje.
In 2019 nam Zijlstra deel aan een spin-offserie van de Nederlandse YouTube-serie Legends of Gaming. In deze spin-offserie, Legend Gezocht, werd er gezocht naar een nieuw lid van het YouTubekanaal. Zijlstra was een van de vierentwintig kandidaten die was geselecteerd om mee te doen aan deze serie. Hij wist door de eerste ronde te komen, maar in de kwartfinale viel hij af.

## Overlijden
In de nacht van 27 op 28 november 2021 reed Zijlstra op de Oudedijk bij Rockanje met zijn auto tegen een boom. Rond kwart over drie in de nacht kreeg de politie een melding van het verkeersongeval. De auto werd bij aankomst total loss aangetroffen. Vermoedelijk was Zijlstra de macht over het stuur verloren. Hij overleed aan zijn verwondingen. De politiewoordvoerster meldde dat Zijlstra zeer waarschijnlijk niet te hard heeft gereden, maar een stuurfout heeft gemaakt. Op 2 december brachten honderden mensen ballonnen, fakkels en bloemen als laatste eerbetoon aan hem.